# 鞭毛菌類
鞭毛菌類（べんもうきんるい、英: mastigomycetes, zoosporic fungi, flagellated fungi）とは、古典的な意味での「真菌」のうち、生活環の一時期に鞭毛細胞を形成するもののことである（図1）。古くは分類群としてまとめられ、1つの門（鞭毛菌門 Mastigomycota）または真菌門の1亜門（鞭毛菌亜門 Mastigomycotina）として扱われていた。ツボカビ類、サカゲツボカビ類、卵菌類などが含まれるが、これらは互いに近縁ではないと考えられるようになり、21世紀現在では鞭毛菌類は分類群として扱われることはない。ただし、これらの生物を示す一般名として「鞭毛菌類」が用いられることがある。
細菌（上記の「菌類」が真核生物であるのに対して細菌は原核生物であり、系統的に全く異なる）の中には鞭毛（真核生物の鞭毛とは全く異なる構造）をもつものがおり、「鞭毛菌」と表記されていることがある。

## 特徴
古典的な意味で「菌類」とされていた生物のうち、生活環の一時期に鞭毛をもつ細胞（遊走子や配偶子）を形成するものは、鞭毛菌類とよばれる。鞭毛菌類は、主にツボカビ類（広義）、サカゲツボカビ類、卵菌類を含む。これらのグループは鞭毛細胞の特徴で区別できる（下図2）。ツボカビ類は細胞後端から後方へ伸びる1本の鞭毛をもつ（下図2a）。ただし広義のツボカビ類のうちネオカリマスチクス類の一部は、後方へ伸びる多数の鞭毛をもつ（下図2b）。これらの鞭毛は装飾構造をもたず、尾型鞭毛（またはむち型鞭毛）とよばれる。一方、サカゲツボカビ類は細胞前端から前方へ伸びる1本の鞭毛をもつ（下図2d）。この鞭毛には管状小毛が付随しており、羽型鞭毛とよばれる。卵菌類では、サカゲツボカビ類と同様に前方へ伸びる羽型鞭毛をもち、それに加えて後方へ伸びる尾型鞭毛をもつ（下図2e, f）。

2. さまざまな鞭毛菌の遊走子（赤矢印は進行方向）: (a) ツボカビ類、(b) ツボカビ類（一部のネオカリマスチクス類）、(c) ネコブカビ類、(d) サカゲツボカビ類、(e) 卵菌類の一次遊走子、(f) 卵菌類の二次遊走子

鞭毛菌類の栄養体は多様であり、単細胞で全実性（菌体全体が遊走子嚢になる）のものや、分実性で単心性（1個の遊走子嚢と仮根からなる）のもの（下図3a）、分実性で多心性（複数の遊走子嚢が仮根状菌糸でつながっている）のもの、発達した菌糸を形成するものなどが知られる（下図3）。菌糸を形成するものでは、菌糸はふつう隔壁を欠く多核菌糸である（下図3c）。
ネコブカビ類は植物寄生性の生物であり、古くはふつう粘菌類に分類されていたが、鞭毛細胞を形成することから鞭毛菌類に分類されることもあった。ネコブカビ類の鞭毛細胞は、細胞腹面（側面）から前後に伸びる尾型鞭毛をもつ（上図2c）。ネコブカビ類の栄養体は、細胞壁を欠く多核体（変形体）である。現在では、ネコブカビ類はいくつかの鞭毛虫やアメーバ類、放散虫、有孔虫とともにリザリアに属すると考えられている。

## 生態
鞭毛菌類の生育環境は極めて多様であり、海水、淡水、土壌から見つかる。腐生性（植物遺体など生きていない有機物から栄養を得る）のものが多いが、陸上植物などに寄生するものも少なくない。
腐生性の鞭毛菌類を単離する方法として、カップに水サンプルまたは水と土壌サンプルを入れ、これに"餌"（基質）となるものを加える方法（釣菌法 (ちょうきんほう)）がある。この際に、"餌"としてマツの花粉、ごま、セロファン、玉ねぎの皮、昆虫の翅、ヘビの抜け殻などがよく使われる。腐生性鞭毛菌の中には、これらの"餌"に含まれるセルロースやキチン、ケラチンなど難分解物質を分解できるものがいる。
鞭毛菌類の中には寄生性のものも多く知られている。宿主としては藻類や他の菌類、陸上植物、動物などがある。よく知られた例として、ジャガイモに寄生するサビフクロカビ（ツボカビ綱）やエキビョウキン（卵菌）、アブラナ科に寄生するシロサビキン（卵菌）、カエルに寄生するカエルツボカビ（ツボカビ綱）などがある。

## 系統と分類
鞭毛菌類は、ふつうツボカビ類（広義）、サカゲツボカビ類、卵菌類の3群を含む。古くは1つの分類群としてまとめられ、鞭毛菌門（Mastigomycota）、または真菌門の鞭毛菌亜門（Mastigomycotina）に分類されていた。多くの菌類は鞭毛細胞を欠くが、鞭毛は多くの真核生物に見られる構造であり、鞭毛細胞をもつことは原始形質を残したものであると考えられていた。また上記のように菌体が単純なものが多いことも、鞭毛菌が原始的な菌類であることを示していると考えられていた。
しかし、上記のような鞭毛菌3群の鞭毛細胞の形態的差異は、これらが系統的に異質なものであることを示しているとも考えられるようになった。サカゲツボカビ類や卵菌類の前鞭毛には管状小毛が付随しており、この2群は二毛菌類（Dicontomycetes）としてまとめられることもあったが、この特徴は不等毛藻（褐藻や珪藻）などにも見られることから、これらが近縁であることも示唆された。
また、さまざまな生化学的特徴からも、ツボカビ類とサカゲツボカビ類・卵菌類の間に大きな違いがあることが示されるようになった（下表1）。例えば細胞壁の組成では、ツボカビ類が他の菌類（接合菌、子嚢菌、担子菌）と同様にキチンを含むのに対して、サカゲツボカビ類と卵菌類はセルロースを含んでいる。またアミノ酸であるリジンの生合成において、ツボカビ類が他の菌類と同様にα-アミノアジピン酸経路（AAA経路）を用いるのに対し、サカゲツボカビ類と卵菌類はジアミノピメリン酸経路（DAP経路）を用いる。
|                        | ツボカビ類（菌類）                              | 卵菌類                                                |
| ---------------------- | ----------------------------------------------- | ----------------------------------------------------- |
| 細胞壁主要多糖         | キチン                                          | セルロース                                            |
| 転流炭水化物           | ポリオール、トレハロース                        | グルコース                                            |
| 貯蔵多糖               | グリコーゲン                                    | マイコラミナリン                                      |
| リジン合成             | AAA経路                                         | DAP経路                                               |
| ミトコンドリアクリステ | 板状                                            | 管状                                                  |
| ミトコンドリアのコドン | UGAはトリプトファン                             | UGAは終止コドン                                       |
| ステロール             | エルゴステロール                                | フコステロール                                        |
| ニコチン酸合成         | トリプトファンから                              | C3前駆体から                                          |
| 微小管                 | ベンゾイミダゾールおよび グリセオフルビン感受性 | コルヒチン感受性                                      |
| 鞭毛                   | 細胞後端から後方へ尾型鞭毛                      | 細胞前端または側面から 前方へ羽型鞭毛、後方へ尾型鞭毛 |

このような特徴から、ツボカビ類は他の菌類（接合菌、子嚢菌、担子菌）に近縁であるが、サカゲツボカビ類と卵菌類は系統的にこれとは大きく異なると考えられるようになった。サカゲツボカビ類や卵菌類は、上記のように不等毛藻に近縁であると考えられ、これをまとめた生物群名としてストラメノパイルが提唱された。このような考えは20世紀末以降の分子系統学的研究からも支持され、「鞭毛菌」はまとまった生物群ではないことが確認されたため、鞭毛菌は分類群名としては扱われなくなった。